# Myllenyxis insularis
Myllenyxis insularis är en stekelart som beskrevs av Baltazar 1961. Myllenyxis insularis ingår i släktet Myllenyxis och familjen brokparasitsteklar. Inga underarter finns listade i Catalogue of Life.